# 恩加丁
恩加丁（德語：Engadin）是瑞士东南部格劳宾登州境内的一条因河河谷。“恩加丁”在罗曼什语里意为“因河花园”。恩加丁以充满阳光的天气、秀丽的风景、户外运动而闻名于世。恩加丁一般分为两部分：上恩加丁从马洛亚隘口到采尔内茨，这段山谷较为宽阔平坦；下恩加丁从采尔内茨一直到奥地利边境，这段山谷地势迅速下降，比较曲折。
- 下恩加丁
- 上恩加丁的湖泊和圣莫里茨。